# Онацько Михайло Олександрович
Онацько Михайло Олександрович (нар. 1940) — український майстер народного малярства, представник наївного мистецтва.

## Біографічні відомості
Михайло Онацько народився у 1940 році на хуторі Хоменки поблизу Диканьки на Полтавщині. Закінчив історичний факультет Полтавського педагогічного Інституту ім. В. Г. Короленка (1970). Постійно малювати почав з 1987 року. Перші роботи у жанрі реалістичного живопису, згодом захоплюється народною картиною. У своїй творчості продовжує і розвиває традиції народного малярства. Мешкає у смт Шишаки Полтавської області.

## Творчість
На картинах прослідковуються чотири тематичні напрямки: обрядові сцени, народні образи, гоголівські персонажі, козаччина. Відомі полотна: «Мое село» (1990), «Неділя» (1991), «А на тому боці, де живе Марічка» (1992), «Село Шишаки ввечері» (1993), «Коляда» (2000), «Посунули бусурмани» (2004), «Чумаки» (2004).

## Виставки
Учасник всеукраїнських виставок і творчих симпозіумів. Картини зберігаються в музеях та приватних колекціях України, інших країн Європи, Азії, Америки.
Щорічно з 1988 року бере участь на ярмарку у Великих Сорочинцях, на фольклорно-етнографічних святах у Гоголевому, Шишаках, Решетилівці.
Виставки:
- 1989 р. Шишацький районний історико-краєзнавчий музей
- 1990 р. Музей-заповідник М. В. Гоголя с. Гоголево Шишацького р-ну Полтавської області
- 1990 р. Полтавський державний педагогічний інститут ім. В. Г. Короленка
- 1991 р. Картинна галерея у селищі Диканька Полтавської області
- 1992 р. Міжнародний Конгрес Українців. Київ
- 1992 р. Всесвітній Форум Українців. Київ
- 1993 р. Державний музей українського народного декоративного мистецтва. Київ
- 1993 р. Закарпатський музей архітектури та побуту м. Ужгород
- 1994 р. Державний музей літератури України. Київ
- 1994 р. Тріенале наївного малярства. Український Дім. Київ
- 1995 р. Спільна виставка з творами студії Український Дім. Київ
- 1996 р. Товариство Україна. Київ
- 1997 р. Картинна галерея у селищі Диканька Полтавської області
- 1997 р. Тріенале наївного малярства. Український Дім. Київ
- 1997 р. Народна творчість 97 Український Дім. Київ
- 1998 р. Музей народної архітектури та побуту України с. Пирогів Київської обл.
- 1999 р. Шишаки. Обласне пісенне свято «Роде наш красний». Всеукраїнський огляд народної творчості
- 2000 р. Музей літератури України. Київ
- 2000 р. Бібліотека медичної літератури України. Київ
- 2000 р. Музей народної архітектури та побуту України с. Пирогів Київської обл.
- 2001 р. Будапешт. Товариство Української культури в Угорщині, 2002 р. Київ. Євробанк
- 2003 р. Полтава. Краєзнавчий музей
- 2003 р. Пархомівський історико-художній музей. Харківська обл.
- 2003 р. Харків. Художній музей
- 2004 р. Національна Парламентська бібліотека м. Київ
- 2004 р. Київ. Український фонд культури
- 2004 р. Харків. Художній музей
- 2005 р. Київ. Спілка майстрів народного мистецтва України
- 2005 р. Київ. Музей Гетьманства. Монетний двір Нацбанку.[1]

## Відзнаки і нагороди
Член Національної спілки майстрів народного мистецтва України (з 1990 року), Заслужений майстер народної творчості України (з 1995 року), лауреат Всеукраїнських премій ім. Данила Щербаківського та Олени Пчілки.